# Апостол (Кавалиотис)
Епи́скоп Апо́стол Кавалио́тис (греч. Απόστολος Καβαλιώτης; род. 1965, Элефтеруполис) — епископ Элладской православной церкви, епископ Танагрский, викарий Афинской архиепископии. Общественный деятель.

## Биография

### Образование
Учился в богословской школе и на кафедре начального образования Педагогического факультета Университета Аристотеля в Салониках. Проходил военную службу в звании сержанта (ΤΘ). Золотой и серебряный чемпион по плаванию на спине.
Окончил докторантуру и постдокторантуру (post doct) на факультете начального образования, специальной педагогики и психологии Афинского национального университета имени Каподистрии. Получила степень магистра: 1) в области специального образования в Университете Аристотеля в Салониках, специализируясь на аутизме и умственной отсталости, 2) в области дизайна учебных заведений в Эгейском университете, специализируясь на гендерном равенстве, и 3) в области языка и литературы во Фракийском университете имени Демокрита, специализируясь на странах Причерноморья.
Изучал церковное право в Ватикане по стипендии митрополита Филиппийского, Неапольского и Тасосского Прокопия (Цакумакаса). Специализировался на аутизме в Гарварде, США, а также на лечении боли в Нью-Йоркском университете. Проработал в сфере образования 28 лет, из которых 7 лет — школьным консультантом по специальному образованию в Восточной Македонии и Фракии, Серре, Северных и Южных Эгейских островах. Выступал с докладами в международных конференциях и семинарах. Публикует статьи в газетах и международных научных журналах.

### Общественная деятельность
Доброволец ООН в течение 30 лет он принимал участие во многих гуманитарных миссиях в странах третьего мира, в том числе в Индии, рядом с матерью Терезой (1984—1987). Правительство Индии присвоило ему звание «Гражданин любви». Он был инициатором борьбы с детской проституцией в Греции и за рубежом (1990—1994), ликвидации бомб в Югославии (1993), как член команды принцессы Дианы. В 2007 году он был приглашён штатом Техас для участия в онлайн-распространении знаний об аутизме, а летом 2013, 2014 и 2015 годов был приглашён Кембриджским университетом в качестве исследователя в международном проекте по аутизму.
Летом 1992 года участвовал в качестве волонтёра в борьбе против расовой дискриминации в Йоханнесбурге. За свою многогранную гуманитарную деятельность  удостоен награды Афинской академии в декабре 2007 года. В 2010 году президент «Special Olympics Hellas» Джанна Деспотопулу назвала его «глашатаем волонтёрства» Специальной Олимпиады в Греции. В 2011 и 2012 годах он был удостоен чести президента Специальной Олимпиады доктора Юнис Шрайвер-Кеннеди за мобилизацию греческих граждан в 2013 и 2014 годах президентом «Special Olympics Hellas» Джанной Деспотопулу. В марте 2014 года его чествовал мэр Пангайоса Василис Сулогис и мэра Кавалы Костиса Симициса за его социальную, гуманитарную, научную и писательскую деятельность.
Он являлся а) членом Международного консультативного комитета IAC UNESCO, Б) Членом Правления Греческого красного креста Александруполиса, В) вице-президентом Общества защиты несовершеннолетних при Апелляционном суде Фракии, г) членом исследовательского комитета Института международных, экономических исследований и обществознанию (I.S.G.E.S.I. — Рим) и (E) член совета директоров Special Olympics Hellas. В качестве школьного консультанта по Специальному образованию и воспитательной работе через Директорат Специального образования и воспитательной работе Министерства образования он создавал специальные начальные школы, Специальные детские сады и мастерские специального профессионального образования по всей территории Греции. В июле 2014 года Всемирная организация здравоохранения особо отметила исследование Апостолоса Кавалиотиса по грудному вскармливанию.
5 ноября 2014 года он был в числе 50 представителей со всего мира, которых папа римский принимал в Ватикане. Международная премия имени Джузеппе Скакки, учрежденная в Ватикане, присудила ему 1-ю всемирную премию в области педагогических наук за исследования в области аутизма, синдрома Дауна и грудного вскармливания. 16 января 2015 президент Греческой Республики Каролос Папульяс наградил его Золотым крестом ордена Почёта, который является высшим знаком отличия Греческой Республики.
В январе 2015 года Греческий Красный Крест наградил его за его работу премией «Там, где есть люди». В октябре 2015 года муниципалитет Тасоса присвоил ему звание почётного гражданина Тасоса за его научную, исследовательскую, писательскую, общественную и благотворительную деятельность по всему миру. Большую помощь ему оказали его духовный отец, судовладелец Фриксос Папахристидис и его сын Василис Папахристидис, которые также являются его духовной семьёй.
В октябре 2015 года руководит кампанией по информированию граждан Греции и Европы о сексуальном насилии над детьми, педофилии и педофилозависимости.

### Церковное служение
В 1994 году митрополитом Элефтерупольским Евдокимом (Коккинакисом) был рукоположён в сан диакона, а затем в сан священника с возведением в сан архимандрита. В 2000 году он переведён в Александрупольскую митрополию и в течение 23 лет служил на различных временных должностях в Фересе и Александруполисе.
9 октября 2023 года решением Священного Синода Элладской православной церкви  избран епископом Танагрским, викарием Афинской архиепископии.
11 ноября 2023 года в храме Благовещения Пресвятой Богородицы в Афинах состоялась его епископская хиротония, которую совершили: архиепископ Афинский и всея Греции Иероним II, митрополит Спартский Евстафий (Спилиотис), митрополит Дидимотихский Дамаскин (Карпафакис), митрополит Халкидский Хризостом (Триандафиллу), митрополит Александрупольский Анфим (Кукуридис), митрополит Мессинийский Хризостом (Савватос), митрополит Фиванский Георгий (Мандзуранис), митрополит Фтиотидский Симеон (Волиотис) и митрополит Фесалоникийский Филофей (Феохарис).